# 卡默斯 (愛達荷州)
卡默斯（英語：Camas）是位於美國愛達荷州傑佛遜縣的一個非建制地區。該地的面積和人口皆未知。

## 地理
卡默斯的座標為44°00′27″N 112°13′16″W / 44.00750°N 112.22111°W，而該地的平均海拔高度為1472米（即4829英尺）。